# Зонд-3
Зонд-3 — автоматична міжпланетна станція серії 3МВ. Була запущена в космос 18 липня 1965 року, здійснила проліт повз Місяць і передала на Землю чіткі знімки зворотного боку Місяця.
Апарати серії 3МВ призначалися для дослідження Венери та Марса. Станція «Зонд-3», хоча і була відправлена до Місяця, використовувалася для відпрацювання техніки далеких космічних польотів. Пройшовши повз Місяць, вона вийшла на геліоцентричну орбіту і для перевірки роботи системи дальнього телевізійного зв'язку та радіозв'язку передавала зроблений під час польоту знімок Місяця з різних відстаней, аж до кількох десятків мільйонів кілометрів.
Запуск «Зонду-3» був важливим кроком у космічних перегонах, оскільки зміцнив пріоритет СРСР у дослідженні зворотного боку Місяця. Іншим наслідком успіху цієї місії стало певне пом'якшення ставлення керівництва СРСР до місячної програми в цілому, помітно зіпсоване низкою невдач і затримок в іншій місячній програмі Е-6.

## Інструменти
«Зонд-3» був схожим на свого попередника, «Зонд-2», тобто був міжпланетним апаратом, пристосованим для вирішення місячних задач.
На апараті було встановлено фототелевізійну систему для фотографування і передачі отриманих зображень. Знімки робилися на камеру з фокусною відстанню 106,4 мм із використанням спеціальної 25-міліметрової фотоплівки. Плівка автоматично оброблялася, а потім надходила в систему передачі зображення, кожен кадр передавався протягом 34 хвилин.
На додаток до фотообладнання зонд ніс на борту магнітометр, ультрафіолетовий та інфрачервоний спектрографи, датчики випромінювання та інше обладнання.

## Політ
АМС «Зонд-3», запущена 18 липня 1965 року, через 33 години пройшла поблизу Місяця. Траєкторію зонда було підібрано таким чином, щоб до його об'єктиву потрапили області, не охоплені станцією «Луна-3». Перші знімки були зроблені на відстані 11 600 км від поверхні Місяця. Мінімальна відстань, на якій велася зйомка, складала 9220 км. Усього було отримано 25 знімків високої якості, кожен складався з 1100 рядків по 860 елементів у кожному рядку.
Потім апарат переміщався геліоцентричною орбітою, що перетинала орбіту Марса.

## Результати
Космічний апарат виконав усі поставлені перед ним задачі. Вперше було зроблено астрокорекцію траєкторії з використанням наведення апарата на зорю. При цьому було відкрито так званий ефект «пильного мішка», коли дрібні частинки, що відлітають від апарата, заважають системі орієнтації розрізняти зорі. Він був врахований у польотах інших АМС, починаючи з «Венери-3».
Була перевірена система наведення апарата на Землю та радіозв'язок через гостроспрямовану параболічну антену.
Вперше було отримано високоякісні фотографії зворотного боку Місяця. Той факт, що на знімках опинилися також багато деталей, видимих із Землі, дозволив здійснити прив'язку нових утворень у єдиній селенографічній системі координат.
Отримані фотографії Місяця дозволили дослідити особливості будови його поверхні. Було підтверджено висновок про малу кількість місячних морів на зворотному боці Місяця, і стало очевидно, що Місяць асиметричний щодо площини, яка ділить його на видиму і невидиму із Землі частини. Були виявлені мореподібні утворення, які назвали талассоїдами.
За фотографіями, зробленими АМС «Луна-3» та «Зонд-3», Державний астрономічний інститут ім. П. К. Штернберга видав «Атлас зворотної сторони Місяця» з каталогом, що містить описи близько 4000 вперше виявлених утворень.